# فرودگاه بین‌المللی ایگناسیو اگرامنته
فرودگاه بین‌المللی ایگناسیو اگرامنته (به انگلیسی: Ignacio Agramonte International Airport) یک فرودگاه همگانی با کد یاتا CMW است که یک باند فرود آسفالت دارد و طول باند آن ۳۰۰۰ متر است. این فرودگاه در کشور کوبا قرار دارد و در ارتفاع ۱۲۶ متری از سطح دریا واقع شده‌است.

## شرکت‌های هواپیمایی و مقصدهای پروازی
| شرکت‌های هواپیمایی | مقصدهای پروازی                                                    |
| ----------------- | ----------------------------------------------------------------- |
| Air Transat       | مونترآل-پییر الیوت ترودو فصلی: پیرسون تورنتو                      |
| امریکن ایرلاینز   | میامی                                                             |
| انووی ایر         | میامی                                                             |
| آروبا ایرلاینز    | چارتر: میامی                                                      |
| هواپیمایی کوبا    | خوزه مارتی، مونترآل-پییر الیوت ترودو، توسن لوورتور، پیرسون تورنتو |
| جت‌بلو             | فورت لادردیل–هالیوود                                              |
| Neos              | چارتر فصلی: میلانو مالپنسا                                        |
| سانگ‌برد ایرویز    | چارتر: میامی                                                      |
| سان‌وینگ ایرلاینز  | مونترآل-پییر الیوت ترودو، پیرسون تورنتو                           |
| سان‌رایز ایرویز    | توسن لوورتور                                                      |